# Giser

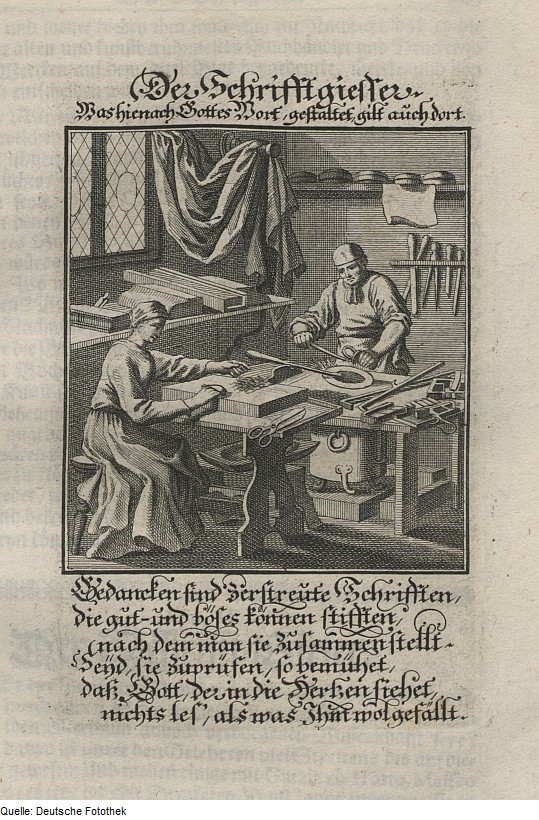
Giser w pracowni, miedzioryt z 1698

Giser – dawniej rzemieślnik zajmujący się odlewaniem metalowych przedmiotów; wykwalifikowany pracownik giserni, a także jej właściciel.
Giserami byli rzemieślnicy-artyści odlewający w metalu na zlecenie artystów-projektantów ich dzieła sztuki, np. popiersia, pomniki.